# Xyridacma ustaria
Xyridacma ustaria är en fjärilsart som beskrevs av Walker 1863. Xyridacma ustaria ingår i släktet Xyridacma och familjen mätare. Inga underarter finns listade i Catalogue of Life.

## Bildgalleri

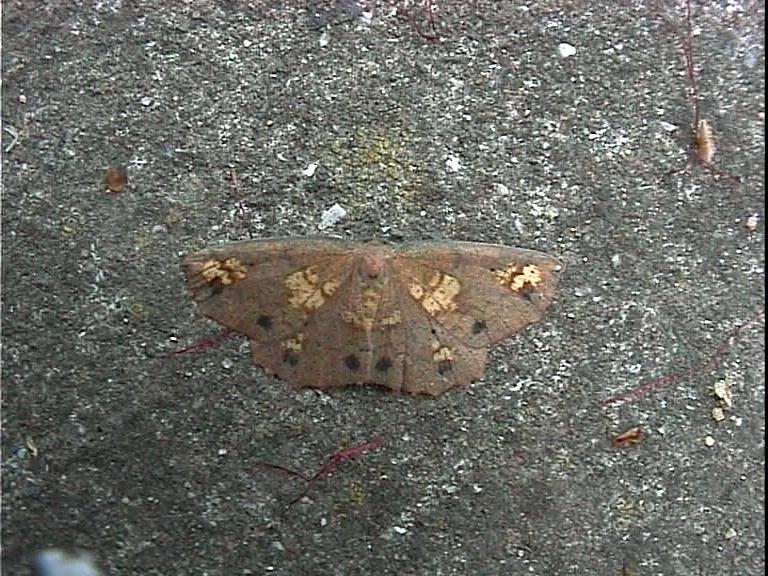